# Novo Lino
Novo Lino là một đô thị thuộc bang Alagoas, Brasil. Đô thị này có diện tích 182,29 km², dân số năm 2007 là 11904 người, mật độ 65,3 người/km².